# Alfa Romeo Giulietta Sprint
L'Alfa Romeo Giulietta Sprint, rinominata Giulia Sprint dal 1962, è una autovettura sportiva coupé, prodotta dalla casa automobilistica italiana Alfa Romeo dal 1954 al 1965.

## Storia

### Contesto
Lo sviluppo economico del dopoguerra pose nuovi stimoli all'industria automobilistica europea, le cui impostazioni e dimensioni "artigianali" dovettero far posto ad un vero processo di "industrializzazione", per poter far fronte alle maggiori richieste della clientela. In quegli anni infatti si ebbe l'inizio della motorizzazione di massa. Per l'Alfa Romeo questo delicato passaggio coincide con la progettazione e realizzazione del modello "Giulietta", internamente denominato "Tipo 750", che fu varato dall'azienda del Portello allo scopo di affacciarsi sul mercato nazionale ed europeo delle automobili di grande serie, ma subì alcuni intoppi di ordine tecnico che rallentarono l'inizio della produzione, rispetto ai tempi di avvio preannunciati che prevedevano la presentazione della "Giulietta" al Salone di Torino del 1954 e la sua commercializzazione nello stesso anno.
Il lancio della nuova vettura, la cui produzione era stata finanziata da una sottoscrizione pubblica di capitali e legata ad una lotteria nazionale che ne metteva in palio un esemplare, non poteva essere procrastinata a pena di una pesante ripercussione sulla credibilità e sul prestigio aziendali.
Per questo motivo, sul finire del 1953, l'Alfa Romeo prese l'insolita decisione di presentare il modello coupé prima del modello berlina. La realizzazione della versione sportiva era stata pensata per collegare il nuovo modello "Tipo 750" alle tradizioni corsaiole della marca e alle sue vittorie nelle competizioni. Nel programma aziendale originario, avrebbe dovuto trattarsi di una vettura allestita su meccanica della berlina, messa in vendita l'anno successivo a quello del modello di derivazione, con una limitata produzione di esemplari, curati da carrozzieri milanesi.

### Progettazione e prototipi

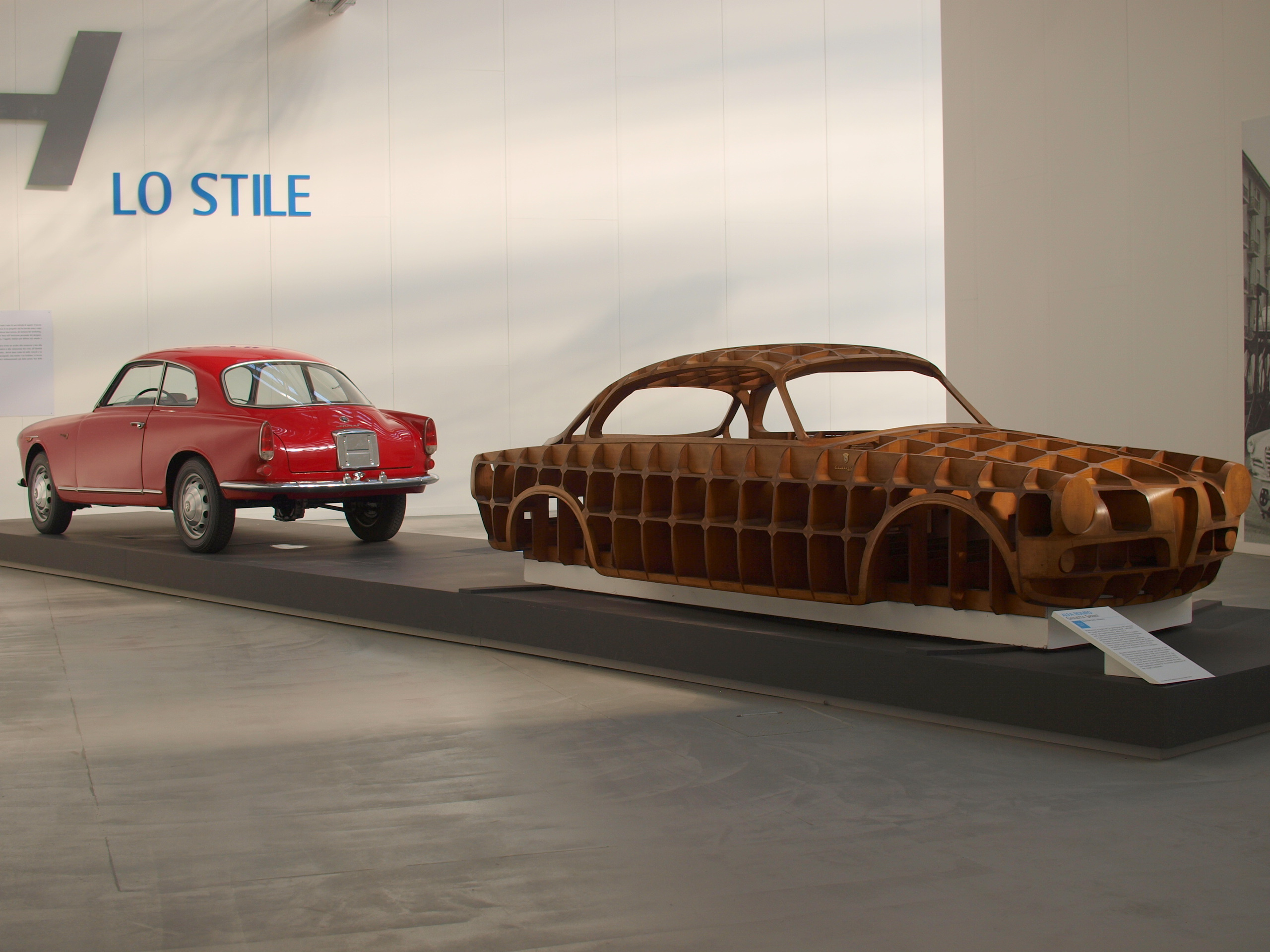
Il mascherone della Giulietta Sprint preparato da Bertone

La progettazione e sviluppo della coupé era stata portata a termine congiuntamente alla berlina e, nei primi mesi del 1953, il prototipo della futura "Sprint" realizzato da Giuseppe Scarnati, poi divenuto celebre come "brutto anatroccolo", aveva già affrontato brillantemente le prove su strada. Le linee generali erano quindi già impostate e si trattava di affinare la carrozzeria e renderla elegante, nei pochi mesi precedenti all'apertura del Salone.
Un primo intoppo si verificò per la mancata disponibilità della carrozzerie Zagato e Touring, la cui potenzialità produttiva era già saturata da altri modelli Alfa Romeo. La Carrozzeria Boneschi presentò una sua proposta, di stampo americaneggiante, che venne scartata.
Fu questa la ragione che spinse il responsabile del "progetto Giulietta", Rudolf Hruska, a rispolverare i suoi contatti torinesi e chiedere l'aiuto di Mario Boano, responsabile della Ghia e di Nuccio Bertone. Hruska arruolò anche Giovanni Michelotti, quale consulente Alfa Romeo per la valutazione delle soluzioni stilistiche proposte. All'opera di affinamento, principalmente svolta da Boano, lavorarono anche Franco Scaglione e un giovanissimo Giorgetto Giugiaro. I tre apportarono una miriade di modifiche che, pur mantenendo l'originale impostazione dei volumi, resero la carrozzeria stilisticamente gradevole ed equilibrata in ogni sua parte.

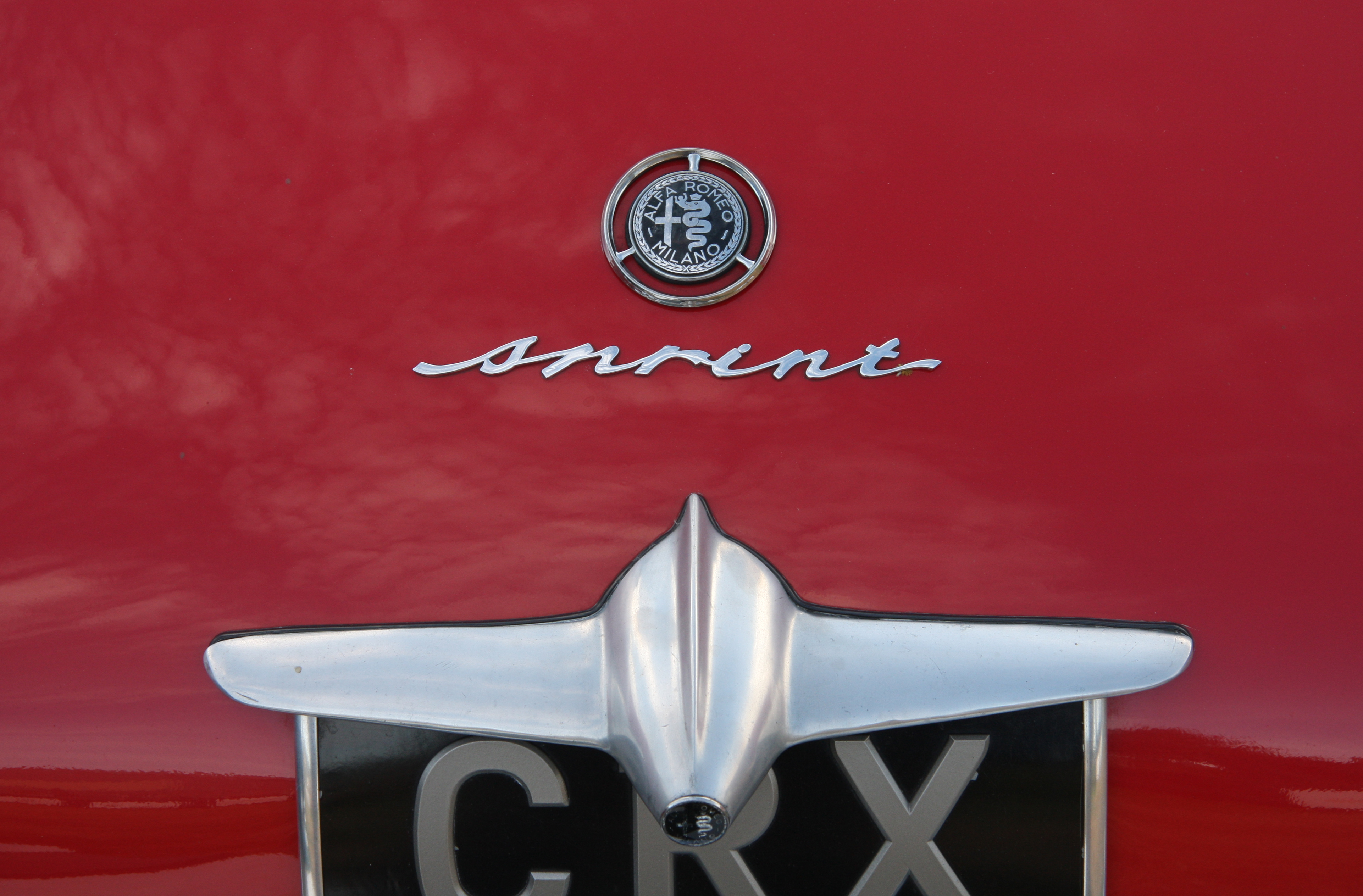
Il logo Alfa Romeo e la scritta Sprint sul baule posteriore sopra il portatarga noto come "aeroplanino"

Così nasce la Giulietta Sprint presentata come prototipo di pre-serie al Salone dell'automobile di Torino il 19 marzo 1954. In realtà gli esemplari proposti furono due, uno di colore rosso e uno di colore azzurro, diversi tra loro in molti particolari, ma che avevano persino il portellone posteriore apribile, vera novità per l'epoca. Tale soluzione fu poi abbandonata per la produzione in serie, in quanto si temevano infiltrazioni d'acqua, dovute alla scarsa inclinazione della zona lunotto e alla precaria tenuta delle guarnizioni dell'epoca.
Il successo del nuovo modello fu tale che l'Alfa Romeo dovette immediatamente rivedere i suoi programmi produttivi che prevedevano un minimo di 100 e un massimo di 200 esemplari annui. Già al termine del primo giorno di apertura del Salone, infatti, gli ordinativi superarono i 500 esemplari.
Proprio in quei giorni Boano abbandonò la Ghia che, a sua volta, si ritirò dal progetto. La Carrozzeria Bertone dovette far fronte alle commesse impreviste dell'Alfa Romeo subappaltando la costruzione delle scocche agli altri artigiani battilastra del torinese. Nel 1960 si arrivò alla produzione automatizzata di stampaggio delle scocche che sino a quel momento erano state tutte battute a mano. La costruzione della Giulietta Sprint avveniva a Torino per il corpo vettura, poi le scocche nude venivano inviate a Milano presso il Portello con le bisarche, dove venivano completate del motore, degli organi meccanici e di tutti gli interni.
Il motore della Sprint, grazie alla presenza di un rapporto di compressione più elevato rispetto alla berlina e ad un carburatore doppio corpo raggiunge i 65 cavalli e la vettura arriva così ai 160 km/h. Contribuiscono al successo la linea moderna e filante ed il prezzo di 1.900.000 lire, che, pur non economico in assoluto, è però molto inferiore rispetto a quello della sorella maggiore 1900 Super Sprint coupé Touring, commercializzata in parallelo (che costa 3.210.000 lire). Veniva venduta all'epoca solo in quattro colorazioni: rosso Alfa, blu tornado, bianco gardenia e azzurro Capri.
La linea risulta piacevole e moderna e l'operazione di inserire la Giulietta Sprint in una fascia più popolare riesce molto bene. La Giulietta berlina arriva nella primavera del 1955, mentre in autunno, al Salone dell'automobile di Francoforte, vede la luce la Spider.

## L'evoluzione e la Sprint Veloce
Le cifre di vendita della gamma Giulietta raggiungono subito valori di rilievo: dalle 12 unità costruite nel 1954, si passa a 1.415 nel 1955 ed a 1.855 nel 1956.
Nel 1956, ad ogni buon conto, alla normale Sprint viene affiancata la versione Veloce che si distingue per parecchi alleggerimenti - tra cui i vetri delle porte in plexiglas ad apertura scorrevole che consentono l'eliminazione anche dei tradizionali alzacristalli e che sono l'elemento distintivo estetico di questa versione, ed anche per l'assenza dei piatti cromati coprimozzi alle ruote - e per un incremento della potenza e delle prestazioni: con l'adozione di un'alimentazione a 2 carburatori Weber orizzontali a doppio corpo, il rapporto di compressione portato a 9:1 i cavalli salgono a 90 e la velocità a 180 km/h. Il prezzo di vendita della "Sprint Veloce" viene fissato in Lire 2.250.000. La Sprint Veloce è impegnata con successo nelle competizioni, soprattutto nella Mille Miglia dove, nell'edizione 1956, conquista i primi tre posti di categoria, a scapito delle Porsche 356, dotate di motori di maggior cilindrata. Fu poi messa a listino anche una versione della Sprint Veloce denominata “Confortevole”, perché accessoriata con vetri laterali in cristallo discendente e coprimozzi cromati alle ruote.

### Alfa Romeo Giulietta Sprint Zagato

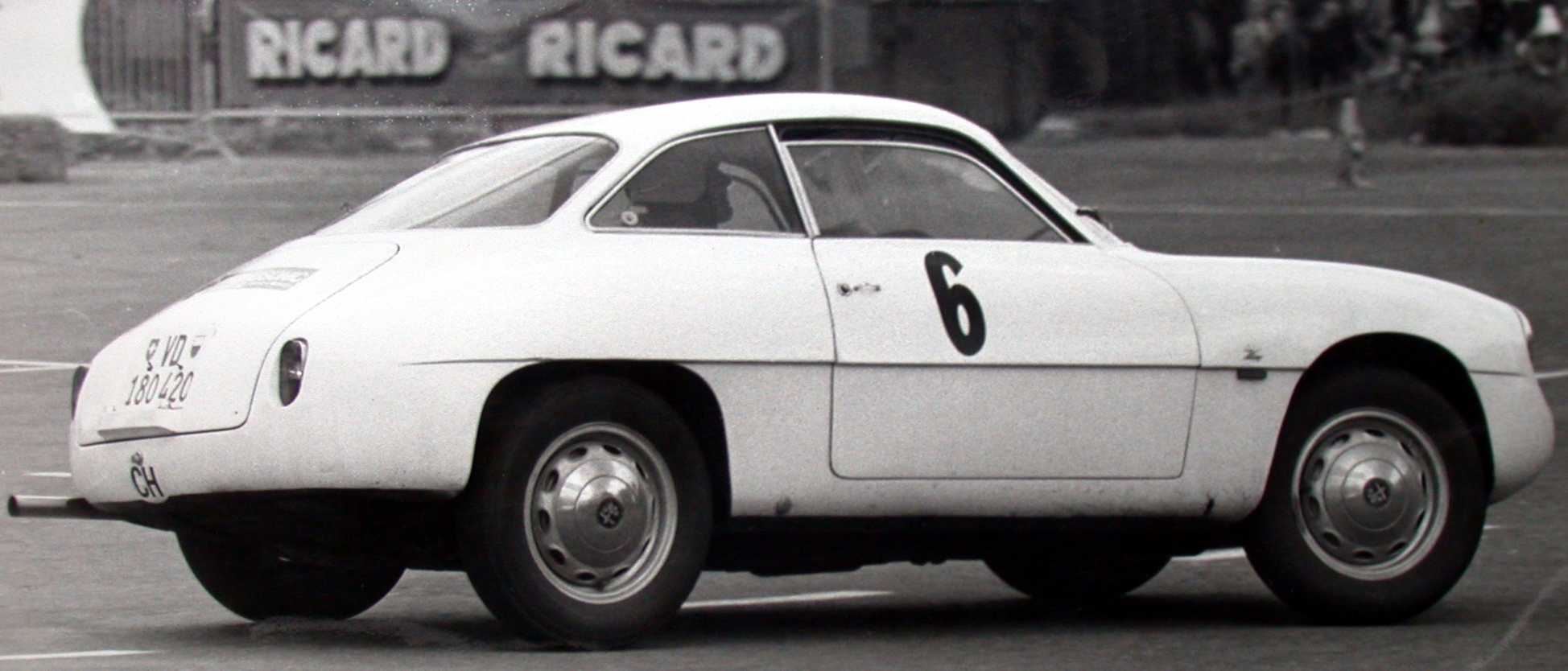
Una Giulietta SZ (Sprint Zagato)

Da un incidente occorso ai fratelli Carlo e Dore (Salvatore) Leto di Priolo nel corso della Mille Miglia, dove distrussero la vettura in un'uscita di strada, con conseguente necessità di ricarrozzare completamente l'auto, nacque un altro mito automobilistico. I fratelli Leto di Priolo si rivolsero al carrozziere Zagato per i lavori e l'atelier milanese riconsegnò loro la vettura con una carrozzeria solo leggermente più aerodinamica, ma molto più leggera come tipico dei canoni della carrozzeria Zagato. Con questa vettura si aggiudicarono molte corse e fu così che quasi tutti i piloti andarono alla Zagato per ottenere vetture dalle stesse caratteristiche, facendo ricarrozzare le loro Sprint, quasi tutte diverse l'una dall'altra secondo l'esperienza via via accumulata: queste vetture vengono chiamate SVZ (Sprint Veloce Zagato). Fu una serie di dimensioni numeriche limitate, perché la Zagato non ottenne dall'Alfa Romeo i telai "nudi", ma solo le vetture complete, e quindi con aggravi di spese ben immaginabili e difficilmente sostenibili dal piccolo carrozziere meneghino.
Un altro esperimento, di tipo più aerodinamico, lo fece Michelotti che ricarrozzò un telaio Sprint Veloce con una carrozzeria altamente profilata che fu chiamata "Goccia": restò però un esemplare unico, ancor oggi esistente.

### Alfa Romeo Giulietta Sprint Speciale

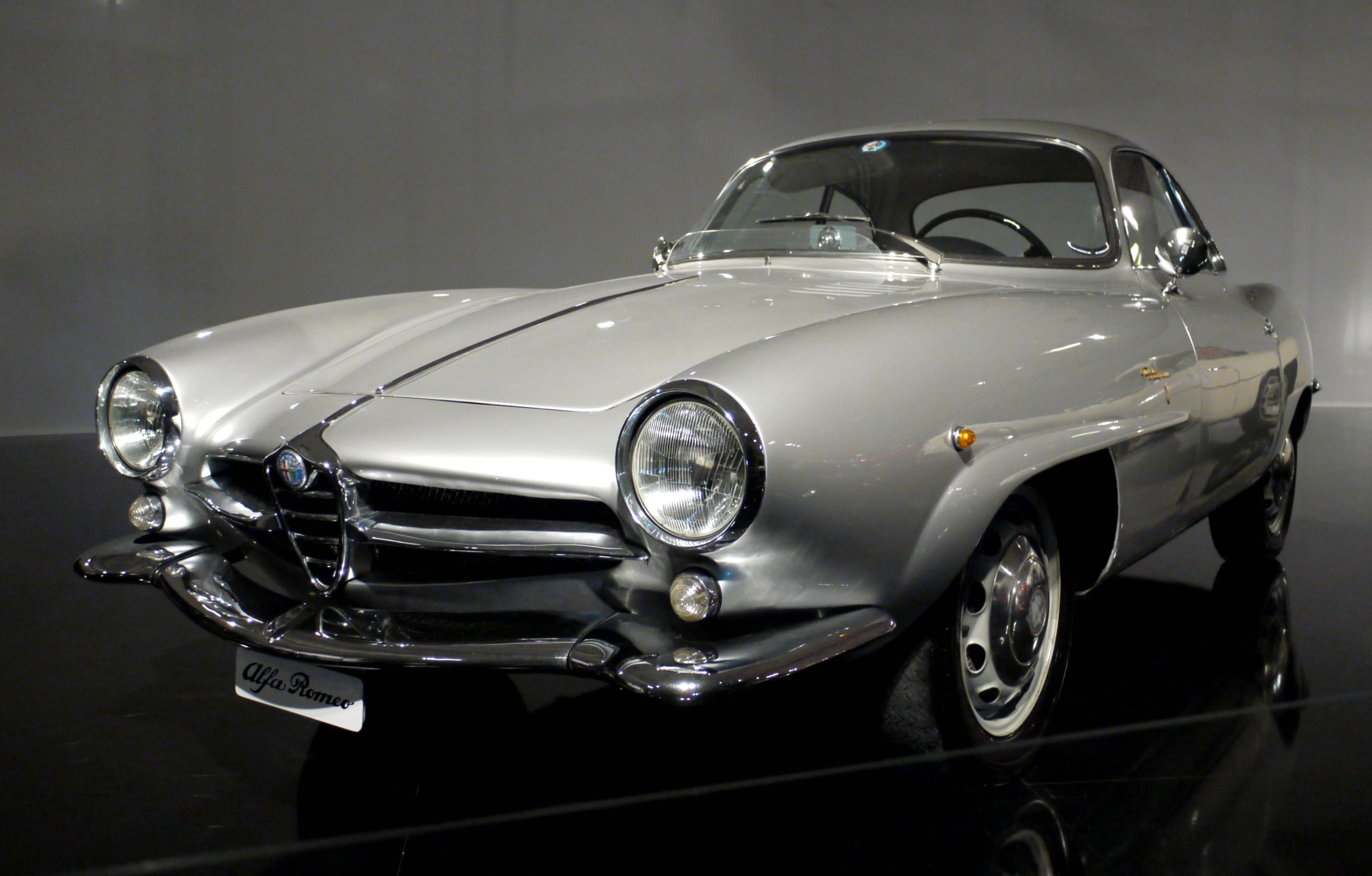
Una Giulietta SS (Sprint Speciale) disegnata da Franco Scaglione

Nel 1957 si pensò di dare una versione allestita appositamente ai piloti e venne coinvolto ancora una volta Bertone che, avvalendosi dell'estro e del genio aeronautico di Franco Scaglione, cominciò a delineare la futura Giulietta Sprint Speciale che entrò in produzione nel 1959, con un'aerodinamica assai evoluta ed esasperata, studiata anche con l'osservazione diretta dei flussi per mezzo di fili di lana applicati sulla carrozzeria di un'auto lanciata a forte velocità sulla Torino-Milano.
Questa vettura nasceva sul telaio a passo corto (2.250 mm), che nel 1959 venne usato anche dalla Spider, e lo stesso telaio fu fornito alla carrozzeria Zagato, che allestì un esemplare più tozzo, meno aerodinamico della Giulietta SS ma più leggero di circa 100 kg e, assai importante per le competizioni, assai più maneggevole della "rivale" di Bertone. Questa versione fu chiamata Sprint Zagato. Fu così che i piloti scelsero nella quasi totalità la SZ, così venne anche ufficialmente appellata, mentre la SS leggermente modificata e dotata di paraurti anteriore, divenne una veloce granturismo di classe. Importanti innovazioni che vennero introdotte su questi due modelli furono il cambio a 5 marce di serie e i freni anteriori a tre ceppi autoavvolgenti, in grado di generare una coppia frenante assai maggiore di quella a disposizione delle Sprint Veloce. Il motore di queste due versioni venne potenziato (+10cv rispetto all'ultima Sprint Veloce) sino al notevole livello di 100 cv che portò la velocità raggiungibile a 200 km/h nel caso della SS e di qualcosa meno per la più leggera ma meno profilata SZ.

### Alfa Romeo Giulietta Sprint Zagato "coda tronca"
Nel 1961 la Carrozzeria Zagato provò ad attuare i principi aerodinamici del prof. Kamm, secondi i quali una coda allungata e troncata all'estremità permetteva migliori allunghi velocistici (come già dimostrato dalla versione SS un poco più veloce come punta massima alla SZ) e così nacque in un numero estremamente ridotto di esemplari la SZ Coda Tronca, che si impose in numerose competizioni anche di alto livello. Da questa versione venne studiata la successiva Giulia TZ.

## Seconda serie (1958-1962)

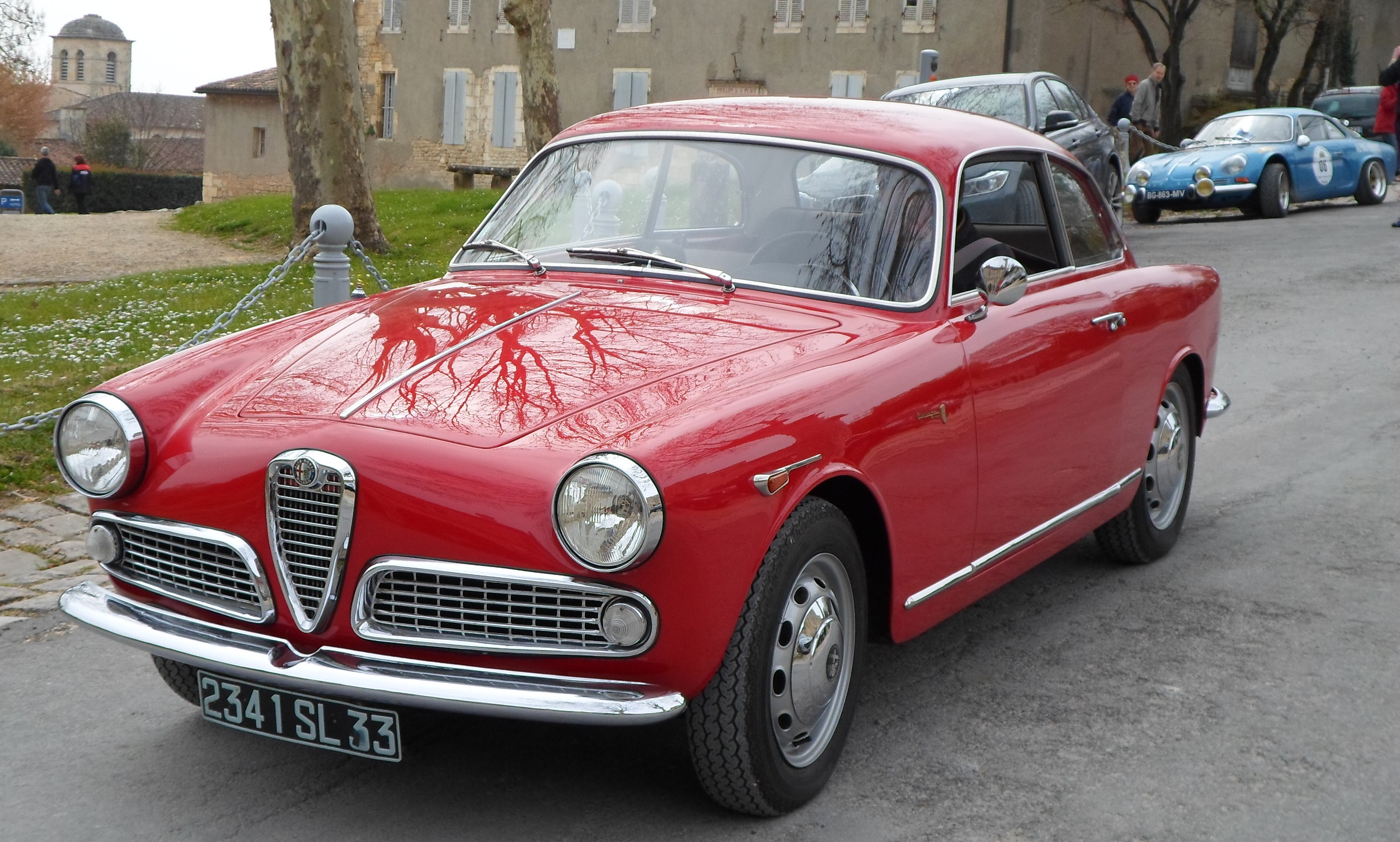
La Giulietta 2ª serie

Nell'estate 1958 il prezzo della Giulietta Sprint sale leggermente (da Lire 1.900.000 a 1.925.000) perché subisce un importante aggiornamento, quando viene adottato un diverso cambio, con sincronizzatori Porsche in luogo di quelli BorgWarner, e modificata la mascherina anteriore, ora a griglia metallica, aumentate le dimensioni della fanaleria anteriore e posteriore e anche applicata sulle fiancate un elegante gemma per le frecce laterali con una modanatura cromata. In più la potenza della Sprint, grazie all'aumento del rapporto di compressione portato a 8:1, sale ad 80 CV e portando la velocità massima a 165 km/h.

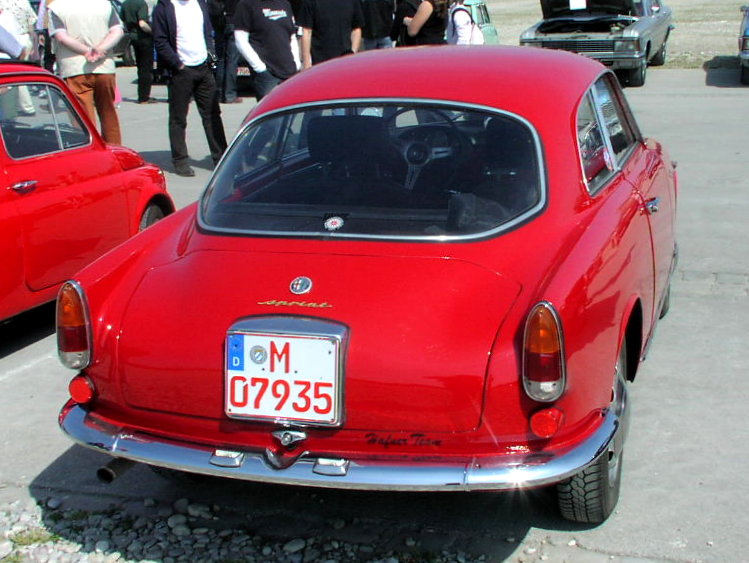
Vista posteriore della 2ª serie

L'allestimento della Sprint viene unificato a quello della Sprint Veloce, per diminuire i costo di produzione, così anche sulla prima la leva del cambio non si troverà più al volante, nemmeno come optional, ma sempre sul pavimento. La versione Veloce alleggerita con i finestrini scorrevoli con la nuova serie viene messa fuori produzione in virtù della razionalizzazione dei costi venendo sostituita dalla versione Sprint Veloce Lusso ribattezzata semplicemente Giulietta Sprint Veloce.Nel 1961 il prezzo di tutte le Giulietta diminuisce sensibilmente: la Sprint scende da 1.925.000 a 1.735.000 Lire, la Sprint Veloce da 2.250.000 a 2.050.000 Lire.

## Alfa Romeo Giulia Sprint (1962-1965)

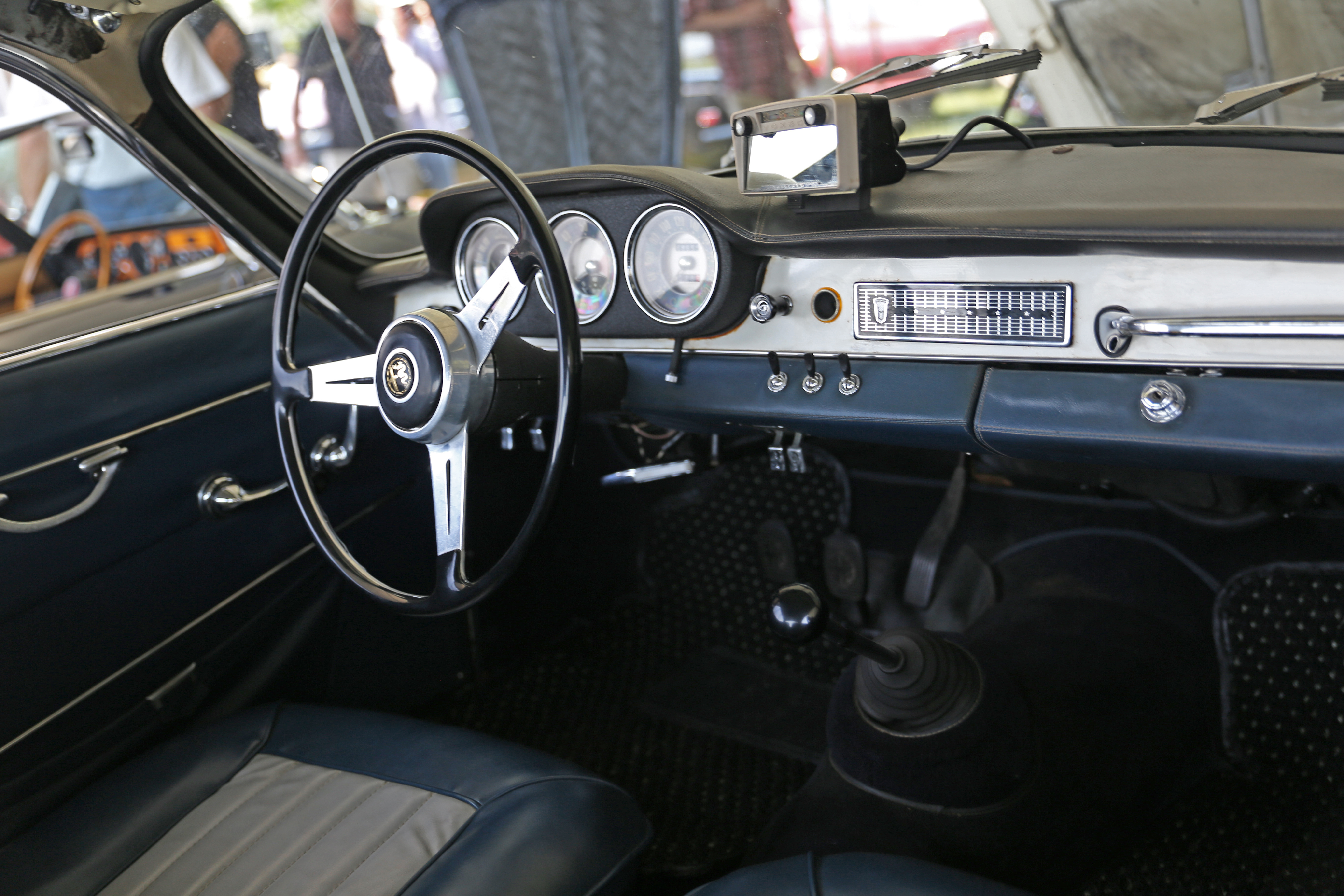
Cruscotto della Giulia Sprint 1600

La produzione della Giulietta Sprint cessa nel 1962, quando ricevendo il motore da 1,6 litri dell'Alfa Romeo Giulia viene rinominata in Alfa Romeo Giulia Sprint 1600. In questa versione nuovi sono il volante ed il cruscotto, dove i tre elementi circolari erano posti orizzontalmente davanti al guidatore. Ma nel 1964, dopo la presentazione della Alfa Giulia Sprint GT (sempre realizzata dalla carrozzeria Bertone su disegno di Giorgetto Giugiaro) all'inizio solo con motore 1600, le scocche della Giulia Sprint (prodotte da Bertone) vengono  reinserita nel listino Alfa Romeo, sotto la definizione di 1300 Sprint, una versione con motore 1300 con una motorizzazione più agevolata sotto il profilo fiscale. Questa versione ha l'interno come quello della Giulia Sprint e presenta anche i freni anteriori a disco. La produzione si arresta definitivamente nel 1965.
La Sprint 1300 (che è l'ultima Giulietta ad essere commercializzata) sparisce definitivamente dal listino nel novembre 1966, quando tutti gli esemplari prodotti sono stati venduti (le ultime Sprint 1300 sono circa 1900).

## Dati tecnici
| Caratteristiche tecniche - Alfa Romeo Giulietta Sprint del 1954                                              | Caratteristiche tecniche - Alfa Romeo Giulietta Sprint del 1954                                              | Caratteristiche tecniche - Alfa Romeo Giulietta Sprint del 1954                                              | Caratteristiche tecniche - Alfa Romeo Giulietta Sprint del 1954    | Caratteristiche tecniche - Alfa Romeo Giulietta Sprint del 1954    | Caratteristiche tecniche - Alfa Romeo Giulietta Sprint del 1954    |
| --- | --- | --- | ------------------------------------------------------------------ | ------------------------------------------------------------------ | ------------------------------------------------------------------ |
| | | |                                                                    |                                                                    |                                                                    |
| Configurazione                                                                                               | | |                                                                    |                                                                    |                                                                    |
| Carrozzeria: Coupé                                                                                           | Carrozzeria: Coupé                                                                                           | Posizione motore: anteriore                                                                                  | Posizione motore: anteriore                                        | Trazione: posteriore                                               | Trazione: posteriore                                               |
| Dimensioni e pesi                                                                                            | | |                                                                    |                                                                    |                                                                    |
| Ingombri (lungh.×largh.×alt. in mm): 3980 × 1535 × 1320                                                      | Ingombri (lungh.×largh.×alt. in mm): 3980 × 1535 × 1320                                                      | Ingombri (lungh.×largh.×alt. in mm): 3980 × 1535 × 1320                                                      | Ingombri (lungh.×largh.×alt. in mm): 3980 × 1535 × 1320            | Diametro minimo sterzata:                                          | Diametro minimo sterzata:                                          |
| Interasse: 2380 mm                                                                                           | Interasse: 2380 mm                                                                                           | Carreggiate: anteriore ? - posteriore ? mm                                                                   | Carreggiate: anteriore ? - posteriore ? mm                         | Altezza minima da terra:                                           | Altezza minima da terra:                                           |
| Posti totali:                                                                                                | Posti totali:                                                                                                | Bagagliaio:                                                                                                  | Bagagliaio:                                                        | Serbatoio: 53 l                                                    | Serbatoio: 53 l                                                    |
| Masse | a vuoto: 880 kg                                                                                              | a vuoto: 880 kg                                                                                              | a vuoto: 880 kg                                                    | a vuoto: 880 kg                                                    | a vuoto: 880 kg                                                    |
| Meccanica | | |                                                                    |                                                                    |                                                                    |
| Tipo motore: 4 cilindri in linea a ciclo Otto raffreddato ad acqua e dotato di camere di scoppio emisferiche | Tipo motore: 4 cilindri in linea a ciclo Otto raffreddato ad acqua e dotato di camere di scoppio emisferiche | Tipo motore: 4 cilindri in linea a ciclo Otto raffreddato ad acqua e dotato di camere di scoppio emisferiche | Cilindrata: (Alesaggio x corsa = 74 x 75 mm); totale 1.290 cm³     | Cilindrata: (Alesaggio x corsa = 74 x 75 mm); totale 1.290 cm³     | Cilindrata: (Alesaggio x corsa = 74 x 75 mm); totale 1.290 cm³     |
| Distribuzione: Due alberi a camme in testa azionati da catena ed ingranaggi                                  | Distribuzione: Due alberi a camme in testa azionati da catena ed ingranaggi                                  | Distribuzione: Due alberi a camme in testa azionati da catena ed ingranaggi                                  | Alimentazione: carburatore doppio corpo                            | Alimentazione: carburatore doppio corpo                            | Alimentazione: carburatore doppio corpo                            |
| Prestazioni motore                                                                                           | Potenza: 65 CV a 6000 giri/min (DIN) - 75 CV a 6000 giri/min (SAE)                                           | Potenza: 65 CV a 6000 giri/min (DIN) - 75 CV a 6000 giri/min (SAE)                                           | Potenza: 65 CV a 6000 giri/min (DIN) - 75 CV a 6000 giri/min (SAE) | Potenza: 65 CV a 6000 giri/min (DIN) - 75 CV a 6000 giri/min (SAE) | Potenza: 65 CV a 6000 giri/min (DIN) - 75 CV a 6000 giri/min (SAE) |
| Frizione: | Frizione: | Frizione: | Cambio: In blocco con il motore, a 4 rapporti + RM                 | Cambio: In blocco con il motore, a 4 rapporti + RM                 | Cambio: In blocco con il motore, a 4 rapporti + RM                 |
| Telaio | | |                                                                    |                                                                    |                                                                    |
| Sospensioni                                                                                                  | anteriori: Ruote indipendenti / posteriori: Assale rigido                                                    | anteriori: Ruote indipendenti / posteriori: Assale rigido                                                    | anteriori: Ruote indipendenti / posteriori: Assale rigido          | anteriori: Ruote indipendenti / posteriori: Assale rigido          | anteriori: Ruote indipendenti / posteriori: Assale rigido          |
| Freni | anteriori: a tamburo / posteriori: a tamburo                                                                 | anteriori: a tamburo / posteriori: a tamburo                                                                 | anteriori: a tamburo / posteriori: a tamburo                       | anteriori: a tamburo / posteriori: a tamburo                       | anteriori: a tamburo / posteriori: a tamburo                       |
| Pneumatici                                                                                                   | 155 x 15 | 155 x 15 | 155 x 15                                                           | 155 x 15                                                           | 155 x 15                                                           |
| Prestazioni dichiarate                                                                                       | | |                                                                    |                                                                    |                                                                    |
| Velocità: 160 km/h                                                                                           | Velocità: 160 km/h                                                                                           | Velocità: 160 km/h                                                                                           | Accelerazione: Km da fermo in circa 37"                            | Accelerazione: Km da fermo in circa 37"                            | Accelerazione: Km da fermo in circa 37"                            |
| Consumi | dichiarato dal costruttore (norme CUNA) litri 9 ogni 100 km                                                  | dichiarato dal costruttore (norme CUNA) litri 9 ogni 100 km                                                  | dichiarato dal costruttore (norme CUNA) litri 9 ogni 100 km        | dichiarato dal costruttore (norme CUNA) litri 9 ogni 100 km        | dichiarato dal costruttore (norme CUNA) litri 9 ogni 100 km        |